# Mesoleuca brunneiciliata
Mesoleuca brunneiciliata là một loài bướm đêm trong họ Geometridae.